# Neocalyptis affinisana
Neocalyptis affinisana (Walker, 1863) è una falena appartenente alla famiglia Tortricidae, diffusa in India, Sri Lanka, Vietnam, Indonesia, Taiwan e Giappone.

## Descrizione
L'apertura alare è di 13-14 mm. È un parassita polifago di diverse piante.